# Kurt Vile
Kurt Samuel Vile (Lansdowne, Pensilvania, Estados Unidos, 3 de enero de 1980) es un cantante, compositor, instrumentista y productor de música estadounidense. Vile tiene muchos álbumes incluyendo Constant Hitmaker (2008), Childish Prodigy (2010), Smoke Ring for my Halo (2012), Wakin On A Pretty Daze (2014) y b'lieve i'm goin down... (2015) y más. Él es famoso por su carrera como solista, sin embargo, tiene una banda que se llama The Violators. The Violators le acompañan en la grabación de algunos álbumes y conciertos. Actualmente The Violators está compuesta por tres miembros además de Vile: Kyle Spence, Jesse Trbovich y Rob Laakso, quienes tocan el bajo, la guitarra, el saxo, y la batería, respectivamente. Vile y The Violators viajaron internacionalmente a través de los Estados Unidos así como a los Países Bajos y Polonia.

## Biografía

### Primeros años
Kurt Vile nació en Lansdowne, Pensilvania. Él recuerda que de niño, recibió un banjo de su padre. Vile dice que no estaba muy entusiasmado de tener un banjo así que lo tocaba como si fuera una guitarra. Él siempre supo que sería un músico y empezó a escribir canciones cuando tenía 14 años. Ese año Vile compuso una canción, pero solo escribió la música, la composición estaba formada por citas del dibujo animado, Supermán. Un año después un vecino le dio una guitarra y tres años después él produjo su primer álbum. El álbum fue inspirado por el compositor Beck, y los grupos Pavement, y Drag City. 
Al principio de su carrera Vile trabajó en su casa donde produjo su música. Explica cómo él estaba avergonzado porque no tenía un título universitario y tenía otros trabajos además de  músico. Vile dice que realmente estuvo deprimido por muchos años.

### Carrera musical
En 2003, cuando Kurt regresó a Filadelfia desde Boston, su carrera comenzó a mejorar y en 2005, Kurt formó una banda con su amigo Adam Granduciel. La banda, The War on Drugs, se convirtió en una banda exitosa y poco después, Kurt fue capaz de producir su álbum Constant Hitmaker en 2008. Ese mismo año Kurt fue a Europa, donde se dio cuenta de que quería concentrarse en su carrera como solista. 
En 2009 la discográfica Mexican Summers produjo una compilación de canciones diferentes que Kurt había compuesto a lo largo de los años llamada, God Is Saying This to You.... Un año después, Vile produjo Childish Prodigy y luego decidió firmar con Matador Records. En 2011 Kurt lanzó su cuarto álbum con Matador Records, Smoke Ring for my Halo. El álbum llegó al #154 en el Billboard Top 200 y estuvo en los primeros lugares en muchas otras listas. En abril de 2013 él lanzó Wakin On a Pretty Daze y luego, en el año 2015 b'lieve i'm goin down.... Kurt describe su álbum más reciente como una combinación de todo lo que ha experimentado siendo músico. En 2015, Still in Rock lo consideró el segundo mejor álbum del año.

### Discografía
2008: Constant Hitmaker
2009: God Is Saying This To You...
2009: Childish Prodigy
2011: Smoke Ring For My Halo
2013: Walking On A Pretty Daze
2015: b'lieve i'm going down...
2017: Lotta Sea Lice
2018: Bottle It In
2022: (watch my moves)
2023: Back To Moon Beach

### Vida personal
Kurt vive con su esposa, Susanne, y sus dos hijas.[cita requerida]